# Arsenał Królewski we Lwowie
Arsenał Królewski we Lwowie – arsenał we Lwowie, położony przy ul. Podwale 13 (ukr. вул. Підвальна, 13).

## Historia arsenału
Arsenal został zbudowany w sąsiedztwie wschodniego odcinka murów obronnych z inicjatywy króla Władysława IV Wazy (stąd jego nazwa) oraz hetmana wielkiego koronnego Stanisława Koniecpolskiego. Powstanie arsenału było podyktowane potrzebami militarnymi w związku ze zbliżającą się wojną z Turcją – miał on być magazynem amunicji. Pracami kierował w latach 1638-1646 generał artylerii koronnej, inżynier-fortyfikator, topograf i komendant twierdzy lwowskiej w jednej osobie, Paweł Grodzicki.
W latach 1768–1770 w budynku arsenału więziono hajdamaków, przywódców ukraińskiego powstania tzw. Koliwszczyzny.
Po zajęciu Lwowa przez Austriaków w wyniku pierwszego rozbioru Polski i w następstwie reform józefińskich przeprowadzonych przez cesarza Józefa II w arsenale zamieszkali zakonnicy z likwidowanych zgromadzeń zakonnych.
W 1908 w budynku arsenału założono Archiwum Państwowe, gromadzące akta urzędowe zaboru austriackiego a później odrodzonej Polski. Archiwum z jednej strony gromadziło materiały wszystkich działów administracji państwowej i służyło urzędom, z drugiej obejmowało materiały odnoszące się do czasów nowszych.

## Architektura arsenału
Budynek szczęśliwie ominęły zawieruchy dziejowe i dlatego przetrwał, praktycznie nie uszkodzony, do chwili obecnej. Składa się on z dwukondygnacyjnego budynku głównego i dwóch krótkich skrzydeł bocznych, tworzących dziedziniec oddzielony od ulicy murem.
Wytworna architektura budowli, wzniesionej z ciosów kamiennych i z cegły w stylu barokowym, nawiązywała do stylu wazowskiego, charakterystycznego dla rezydencji królewskich i magnackich XVII w. jak Zamek Królewski w Warszawie, Pałac Biskupów Krakowskich w Kielcach czy pałac Koniecpolskiego w Podhorcach.
Najcenniejszym architektonicznie elementem budowli jest trzykondygnacyjna fasada południowa, której przywrócono reprezentacyjny wygląd w trakcie restauracji w 1954. Na jej parterze jest ulokowana arkadowa brama wjazdowa z portalem zdobionym blokami kamiennymi i lufami dwóch kamiennych armat. Pierwsze piętro stanowi otwarta loggia arkadowa z balustradami i pilastrami na filarach międzyarkadowych a drugie – barokowy fronton ze wspartym na konsolach balkonem, zdobny w pinakle i spływy wolutowe. Fasadę zdobił kiedyś herb Wazów (Snopki) – usunięty przez władze komunistyczne po 1945.
Budynek posiada też drugi ozdobny portal na dziedzińcu, ujęty boniowanymi pilastrami, belkowaniem z fryzem tryglifowym oraz rozbudowanymi spływami wolutowymi z motywami małżowinowo-chrząstkowymi. Portal był zwieńczony niegdyś metalową figurą św. Michała Archanioła walczącego z diabłem, pochodzącą z 1639 i znajdującą się obecnie w Arsenale Miejskim.
W budynku Arsenału Królewskiego mieści się obecnie obwodowe muzeum historyczne.
Na placyku przed Arsenałem Królewskim odsłonięto zachowane fragmenty przyziemia dawnych zewnętrznych obwarowań miejskich, tzw. muru niskiego i jednej z baszt. W 1977 ustawiono na nim również pomnik Iwana Fedorowa, pierwszego drukarza ksiąg cyrylicą we Lwowie.